# Бен Ференц
Бенджамін Берелл Ференц (11 березня 1920 , Чолт, Сатмар, Угорське королівство  — 7 квітня 2023 , Бойнтон-Біч, Флорида ) — американський юрист, слідчий нацистських воєнних злочинів після Другої світової війни та головний обвинувач армії Сполучених Штатів Америки на процесі у справі про айнзацгрупи, одному з 12 наступних Нюрнберзьких процесів, які влада США проводила в Нюрнберзі, Німеччина. Пізніше він став прихильником міжнародного верховенства права та заснування Міжнародного кримінального суду. З 1985 по 1996 рік він був ад'юнкт-професором міжнародного права в Університеті Пейс.
Вважав, що московський диктатор Путін через російське вторгнення в Україну має бути «за ґратами» за свої військові злочини.

## Біографія

### Молодість та навчання
Ференц народився 11 березня 1920 року в Чолті, повіт Сатмар, Угорське королівство, розташованому поблизу історичного регіону Трансильванія (сьогодні частина Шомкута-Маре, Румунія). Через кілька місяців Трансильванія була передана Румунії згідно з Тріанонським договором (1920), у результаті Першої світової війни. Коли Ференчу було десять місяців, його родина емігрувала до США, що, за його власними словами, уникнути переслідувань угорських євреїв з боку Румунії після того, як Румунія отримала офіційний контроль над Трансильванією та Східною Угорщиною.
Сім'я оселилася в Нью-Йорку, де вони жили в Нижньому Іст-Сайді на Мангеттені.
Ференц вивчав питання запобігання злочинності в Сіт-коледжі Нью-Йорка, і його результат іспиту з кримінального права приніс йому стипендію в Гарвардській школі права. У Гарварді він навчався у Роско Паунда, а також проводив дослідження для Шелдона Глюка, який у той час писав книгу про військові злочини. Ференц закінчив Гарвардську школу права 1943 року. Після навчання приєднався до армії США. Будучи солдатом в армії він виконував обов'язки друкарки в Кемп-Девісі в Північній Кароліні. На той час він не вмів користуватися друкарською машинкою і не вмів стріляти зі зброї. Його службові обов'язки також полягали в прибиранні туалетів, миття каструль і підлоги. 1944 року Бен Ференц служив у 115-му артилерійському зенітно-ракетному батальйоні ПВО.
У 1945 році його перевели до штабу Третьої армії генерала Джорджа Паттона, де він був призначений до команди, якій було доручено створити відділ воєнних злочинів і збирати докази таких злочинів. У цій ролі його відправили до концентраційних таборів, звільнених армією США.

### Прокурор Нюрнберзького процесу

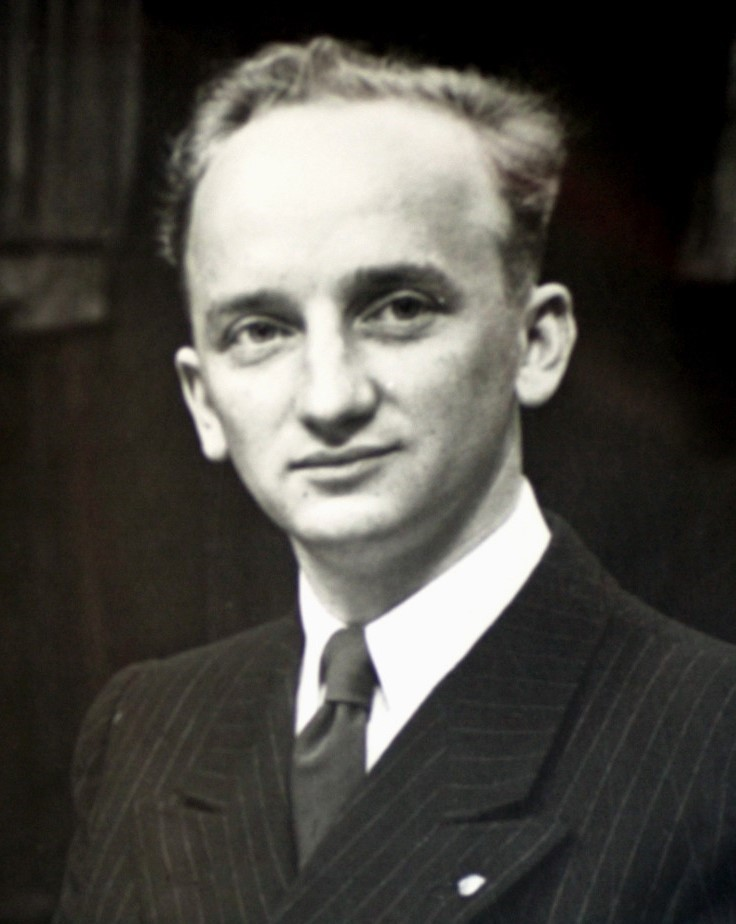
Бенджамін Ференц, 27 років

На Різдво 1945 року Ференца з честю звільненили з армії в званні сержанта. Він повернувся до Нью-Йорка, але лише через кілька тижнів був найнятий для участі обвинувачем (і тепер отримав звання полковника як частину своєї згоди на від'їзд) у подальшому Нюрнберзькому процесі в юридичній групі Телфорда Тейлора. Тейлор призначив його головним прокурором у справі айнзацгрупи — першій справі Ференца. Усі 22 чоловіки, що перебували під судом, були засуджені; 13 з них були засуджені до смертної кари, чотири з них були приведені у виконання. Крім Східної Німеччини, це були останні страти, здійснені на території Німеччини та у федеративній республіці.
У 2005 році в інтерв'ю для The Washington Post він розповів про деякі свої дії під час перебування в Німеччині, показавши, наскільки різними були військові правові норми того часу:
Ференц залишився в Німеччині після Нюрнберзького процесу разом зі своєю дружиною Гертрудою, з якою він одружився в Нью-Йорку 31 березня 1946 року. Разом з Куртом Меєм та іншими він брав участь у створенні програм репарації та реабілітації жертв переслідувань з боку нацистів, а також брав участь у переговорах, які привели до підписання Угоди про репарації між Ізраїлем та Західною Німеччиною 10 вересня 1952 року і першого німецького закону про реституцію 1953 р. У 1956 році сім'я — на той час у них було четверо дітей — повернулася до США, де Ференц почав приватну юридичну практику як партнер Телфорда Тейлора. Юридично супроводжуючи позови єврейських примусових робітників проти концерну «Флік» (предмет судового процесу у справі Flick), Ференц помітив «цікавий феномен історії та психології, що дуже часто злочинець починає бачити себе жертвою».

### Роль у формуванні Міжнародного кримінального суду
Переживання після Другої світової війни справили на Ференца вирішальне враження. Через 13 років під впливом подій війни у В'єтнамі Ференц залишив приватну юридичну практику і відтепер працював над формуванням Міжнародного кримінального суду, який мав би служити найвищою світовою інстанцією з питань злочинів проти людства та воєнних злочинів.
Він також видав кілька книг на цю тему. Уже у своїй першій книзі, опублікованій у 1975 році, під назвою «Визначення міжнародної агресії — пошук миру у всьому світі» він виступав за створення такого міжнародного суду. З 1985 по 1996 рік Ференц також працював ад'юнкт-професором міжнародного права в Університеті Пейс у Вайт-Плейнс, Нью-Йорк.
Міжнародний кримінальний суд був створений 1 липня 2002 року, коли набув чинності Римський статут Міжнародного кримінального суду. За адміністрації Джорджа Буша США підписали договір, але не ратифікували. Адміністрація Джорджа Буша уклала велику кількість двосторонніх угод з іншими державами, які виключали б громадян США від притягнення до МКС.
Ференц неодноразово виступав проти цієї процедури та пропонував США без застережень приєднатися до МКС, оскільки це була давно встановлена норма права, згідно з якою «закон має однаково застосовуватися до всіх», також у міжнародному контексті. У цьому ключі він запропонував в інтерв'ю, даному 25 серпня 2006 року, що слід судити не тільки Саддама Хусейна, а й Джорджа Буша-молодшого, тому що війну в
Іраку США розпочали без дозволу Ради Безпеки ООН. Він також запропонував судити Буша в Міжнародному кримінальному суді за «269 звинувачень у військових злочинах», пов'язаних з війною в Іраку.
У 2013 році Ференц знову заявив, що «використання збройної сили для досягнення політичної мети має бути засуджено як міжнародний і національний злочин».
У 2018 році Ференц написав у передмові до книги про майбутнє міжнародного правосуддя, що «розв'язування війни саме по собі є найвищим міжнародним злочином проти людства і його слід стримувати універсальним покаранням, де б і коли б не було затримано злочинців».

### Пізніші роки
У 2009 році Ференц був нагороджений премією Еразма разом з Антоніо Кассезе; нагороду присуджують окремими особам або установам, які зробили помітний внесок у європейську культуру, суспільство чи соціальну науку.
3 травня 2011 року, через два дні після повідомлення про смерть Осами бен Ладена, The New York Times опублікувала лист Ференца, який стверджував, що «незаконна та необґрунтована страта — навіть підозрюваних у масових вбивствах — підриває демократію». Також того року він виступив із заключним словом на судовому процесі над Томасом Лубангою Дійло в Уганді.
16 березня 2012 року в іншому листі до редактора The New York Times Ференц назвав вирок Міжнародним кримінальним судом Томасу Лубангу «віхою в еволюції міжнародного кримінального права».
У квітні 2017 року муніципалітет Гааги оголосив про присвоєння пішохідній доріжці біля Палацу миру імені Бенджаміна Ференца («Шлях Бенджаміна Ференца»), назвавши його «одним із діячів міжнародного правосуддя». Заступник мера міста Саскія Бруїнс (міжнародні справи) поїхала до Вашингтона, щоб символічно вручити Ференцу дорожній знак.
У 2018 році був знятий документальний фільм про його життя Ференца «Переслідування зла» режисера Баррі Авріка, який був доступний на Netflix. Того ж року Ференц дав інтерв'ю для документального фільму Майкла Мура 2018 року «Фаренгейт 11/9».
20 червня 2019 року художник і скульптор Яаков Геллер вшанував Ференца — подарувавши йому бюст, який він створив, на згадку про його надзвичайне життя, присвячене запобіганню геноциду.
16 січня 2020 року газета The New York Times надрукувала лист Ференца, в якому засуджувалося вбивство іранського генерала Касема Сулеймані, ім'я якого в листі не було названо, як «аморальна дія [і] явне порушення національного та міжнародного права». Через два місяці він став столітнім. Через шість місяців, 7 вересня, відбулася світова прем'єра документального фільму «Дві голови краще, ніж одна: виготовлення погруддя Бена Ференца» з Ференцем і скульптором Яковом Геллером у головних ролях, знятий Еріком Клайн Продакшнз і режисером — Еріком Клайном.
22 червня 2021 року Бен Ференц став першим лауреатом премії миру імені Паля в Ліхтенштейні.
У березні 2022 року під час одинадцятої надзвичайної спеціальної сесії Генеральної Асамблеї ООН прозвучав аудіозапис Бена Ференца, а пізніше він дав інтерв'ю The World Tonight на BBC Radio 4 про російське вторгнення в Україну. Він також зазначив, що Володимир Путін має бути «за ґратами» за свої воєнні злочини. і пожалівся, що у нього «розбите серце» через звірства в Україні.
7 квітня 2022 року губернатор Флориди Рон Де-Сантіс нагородив Ференца Губернаторською медаллю Свободи на церемонії, що відбулася у Флоридському Атлантичному університеті..

## Особисте життя
Ференц одружився зі своєю дівчиною-підлітком Гертрудою Фрід у Нью-Йорку у 1946 році. Вони прожили в шлюбі понад 70 років, «без сварок» до її смерті в 2019 році. У них було четверо дітей.
Він останній із живих прокурорів, які брали участь у Нюрнберзькому процесі.

## Вибрана бібліографія
- Ferencz, B.: «The 'Immoral' Killing of the Iranian General», New York Times Letter to Editor, January 16, 2020.
- Ferencz, B.: «Kriegsverbrechen, Restitution, Prävention. [Архівовано 6 березня 2022 у Wayback Machine.] Aus dem Vorlass von Benjamin B. Ferencz [Архівовано 6 березня 2022 у Wayback Machine.]», ed. by Constantin Goschler, Marcus Böick, Julia Reus, Göttingen 2019 (collection of documents, open access).
- Ferencz, B.: Mémoires de Ben, procureur à Nuremberg et avocat de la paix mondiale, (an autobiography), Michalon, Paris, 2012.
- Ferencz, B.: New Legal Foundations for Global Survival: Security Through the Security Council, Oceana 1994; ISBN 0-379-21207-2.
- Ferencz, B.: Keyes, K. Jr.: Planethood: The Key to Your Future, Vision Books 1988. Reprint 1991; ISBN 0-915972-21-2.
- Ferencz, B.: A Common Sense Guide to World Peace, Oceana 1985.
- Ferencz, B.: Enforcing International Law: A Way to World Peace, Oceana 1983.
- Ferencz, B.: Less Than Slaves: Jewish Forced Labor and the Quest for Compensation, Harvard 1979. Reprint 2002, Indiana University Press & USHMM; ISBN 0-253-21530-7.
- Ferencz, B.: An International Criminal Court: A Step Toward World Peace, Oceana 1980. ISBN 0-379-20389-8.
- Ferencz, B.: Defining International Aggression: The Search for World Peace, Oceana 1975. ISBN 0-379-00271-X.

## Лекції
- Еволюція міжнародного кримінального права — особистий обліковий запис [Архівовано 6 березня 2022 у Wayback Machine.] у серії лекцій Аудіовізуальної бібліотеки міжнародного права Організації Об'єднаних Націй [Архівовано 12 листопада 2006 у Wayback Machine.]

## Нагороди
- 1980: Національна єврейська книжкова премія в категорії Голокост за "Менше рабів: єврейська примусова праця та пошуки компенсації "[49]
- 2021: Почесний доктор факультету права Кельнського університету[50]
- 2021: Лауреат премії Паля[37] у Ліхтенштейні
- 2022: Губернаторська медаль Свободи штату Флорида (США)[42]